# Split Mirrors
 Split Mirrors  es una banda Synth pop alemana de Münster en Westfalia, que fue fundada en 1985 y 
alcanzó notoriedad internacional por canciones como "The Right Time" y "Voices". 

## Historia de la banda

### El comienzo
Achim Jaspert y Andy Cay formaron los Split Mirrors en 1985 durante una reunión en un espacio 
de ensayo en Münster. Jaspert trajo la experiencia en los tambores , que adquirió durante su estancia 
en la India, mientras que Cay ya era un cantante en los Estados Unidos. Peter Delain completó la 
banda como tecladista . Ellos escribieron sus primeras canciones y grabaron los siguientes EP: " 
The Right Time " (versión extendida) y " Voices " (versión extendida) . Después del estreno 
de su sencillo "The Right Time" (Let's Go Crazy mix) tuvieron conciertos en casa y en el 
extranjero. En 1993, el álbum "1999" fue lanzado.

### Estudio y equipamiento técnico
Ellos empezaron su propio estudio de grabación para poder trabajar siempre que lo deseaban. Una 
habitación a prueba de sonido permitió grabaciones de fuentes analógicas como voces o saxofón. 
Los sintetizadores que estaban disponibles en ese momento, ya tenía una conexión Midi y estaban 
conectados a los ordenadores de la serie ST - Atari que tenían conectores MIDI también. Esto les 
permitió grabar melodías digitalmente y editarlas posteriormente. SMPTE hizo posible conectar 
voces u otras grabaciones analógicas con instrumentos midi y por lo tanto pudieron editar y 
programar los componentes digitales. El Atari Atari Falcon 030 tenía un chip DSP (procesador digital de la señales) y ofrecía grabación en el 
disco duro. A través de este era posible editar sonidos analógicos. La revolución de las técnicas de 
grabación digital hizo posible utilizar las mismas técnicas en su estudio que normalmente sólo se 
encuentran en los estudios profesionales .

### Colaboración con otras bandas de Münster
Muchos artistas de la escena en Münster tocaban y grababan su música allí, como WestBam, Frank 
Mertens de Alphaville, Dr. Ring-Ding, Törner Stier, Bawa Abudu, Ulrich Hesselkamp, Doc 
Heyne y Simon Cay. Hubo músicos de diferentes géneros como Rock, Reggae, Pop con 
sintetizadores, Schlager Alemán, Hip hop, el Rap o Rave. Algunos de ellos incluso participaron en canciones de Split Mirrors.

### Trabajo para otros
Colaborar con otros artistas se convirtió en uno de sus principales trabajos. Ellos compusieron, 
escribieron o produjeron canciones para artistas como Marani, Mike Bauhaus, Andreas Martin y Wolfgang Petry. Esos artistas vendieron más de 5 millones de discos y recibieron 
varios premios de oro y platino. 
Ellos produjeron canciones para la banda de rock alemán Audiosmog con el expresentador de 
VIVA Tobias Schlegel como vocalista invitado. En 2001 grabaron un cover de "Daylight in Your 
Eyes", que se interpretó inicialmente por No Angels. Esta canción llegó hasta el número 36 en las 
Carteleras de Media-Control. Después de esto, se continuó con el sencillo " When Will I Be Famous 
(originalmente interpretado por Bros)" y el álbum "Top of Rocks" que incluía versiones de hits 
famosos.

### Remixes de sus propias canciones
Ellos comenzaron a hacer una serie de remixes de algunas de sus antiguas canciones. Las nuevas 
versiones fueron lanzadas como EP, por ejemplo "1999 Freestyle" y "Voices Freestyle" . 
Junto al nuevo miembro de la banda Henry Flex en teclados grabaron un álbum llamado "In 
London" a principios de 2007, con el que emparejaron el EP "Split Mirrors Freestyle" . En enero de 2011, lanzaron el álbum "From the Beginning" . En este álbum principalmente hay 
canciones inéditas de los primeros años en el estilo de aquellos años. También hay algunas canciones en el álbum en el que el cantante chino Fan Jiang participó.

### Remixes modernos
A través de la implementación de elementos de Electro- y Deep House ellos hicieron un remix en 
colaboración con DJs internacionales de los títulos de synthypop de los 80s como "The Right Time" 
 y "Voices" .
Otros artistas también querían títulos es este estilo fresco como DJ Adam van Hammer y la cantante 
Kitsu con las canciones "Like Ice in the Sunshine" y "Dolce Vita" . Además la banda Bad 
Boys Blue con "You're a Woman" y el cantante Fancy con "Slice Me Nice" .
En diciembre de 2016, Henry Flex, Adamski DJ y Achim Jaspert lanzaron Dr. Rave - "It’s Time to Rave – Again" . Era el himno oficial para el evento "90ies Rave Berlin", que se celebró en Berlín el 11 de marzo de 2017. Hubo artistas como Marusha, Kai Tracid, Jam & Spoon, Red 5, DJ Quicksilver, Brooklyn Bounce, Dune, Future Breeze y Da Hool actuando en el evento.
El 31 de marzo de 2017 lanzaron otra reemisión oficial de una canción de culto de los 80. ("HYPNOTIC TANGO" por My Mine 1984). Mi Mine era una banda italiana de Synth-Pop con tres miembros. Ellos inventaron el género de Italo Disco lanzando el sencillo "Hypnotic Tango" , producido por Split Mirrors para DAS ROSS IM RADIO. Fue lanzado como R.O.S.S. feat. 
KITSU & Adam van Hammer. 
Después de eso, Split Mirrors produjeron Adam van Hammer feat. Valerie "Self Control" . Fue lanzado el 26 de mayo como oficial de reedición del hit culto de los 80s. "Self Control" fue un hit de la lista de los diez primeros internacionales en la versión de Laura Branigan así como en la versión de Raffaele Riefoli.
Ya habían terminado su trabajo en el próximo proyecto. Henry Flex y Achim Jaspert : Split Mirrors & Friends. Este contiene remixes de algunas de sus canciones favoritas de los 80s. Es un álbum con éxitos de artistas con los que hicieron amistad como Camouflage, Fancy o Bad Boys Blue. Usted puede encontrar hits clásicos éxitos como "Self Control" en este álbum, así como "The Great Commandment" interpretado en el conocido sonido Italo Disco / Discofox de los Split Mirrors.

## Discografía

### Álbumes
- 1993: 1999
- 2007: In London
- 2011: From The Beginning
- 2017: Split Mirrors and Friends

### Sencillos & EP
- 1987: The Right Time (Extended version)
- 1987: Voices (Extended version)
- 1987: The Right Time (Let’s go crazy mix)
- 1999: 1999 Maxi (Freestyle)
- 2000: Voices Maxi (Freestyle)